# Mouhamed Moustapha Fall
Mouhamed Moustapha Fall é um matemático senegalês.
Obteve um doutorado em 2009 na Scuola Internazionale Superiore di Studi Avanzati (SISSA), orientado por Andrea Malchiodi, com a tese Free boundary constant mean curvatures surfaces.
Foi palestrante convidado do Congresso Internacional de Matemáticos no Rio de Janeiro (2018).